# Швецов, Леонид Владимирович
Леони́д Влади́мирович Швецо́в (род. 28 марта 1969, Саратов) — российский марафонец и сверхмарафонец, тренер, действующий обладатель рекорда в самом массовом сверхмарафоне The Comrades (5:20.41, ЮАР, 2007 год).
Участник Олимпийских игр 1996 и 2004 года в марафоне: 66 и 13 место.

## Биография

### Тренерская работа
Тренировал современных стайеров, таких как россиянин Алексей Соколов-старший и поляк Хенрик Шост. После завершения спортивной карьеры Леонид Швецов также стал заниматься тренерской работой с бегунами-любителями.
Перевёл книгу Дэнни Эбшира и Брайна Метцлера «Естественный бег». Книга была выпущена издательством Манн, Иванов и Фербер в 2013 году.
С 2014 года в разных городах России проводит семинары по теме «Естественный бег».
В 2016 году написал «Путеводитель по главным марафонам мира», в котором делится опытом о подготовке к участию в шести наиболее популярных марафонах.
В 2015 году продолжал тренировать двух профессиональных спортсменов: Дмитрия Сафронова и Хенрика Шоста, а также проводил теоретические и практические занятия для любителей.
На данный момент[когда?] тренирует любителей в одноимённой школе бега, проводит семинары о технике бега, а также ведет подкаст.

## Семья
Женился в 2002 году, что совпало с окончательным возвращением из США в Россию. Жена — Ольга. Имеют 5 детей.

## Результаты

### Соревнования

#### Марафон
- 2:09.16 — Пражский марафон, Чехия 1997 (3 место) был установлен рекорд России. В 2007 году преемником Леонида Швецова с результатом 2:09.07 стал его ученик — Алексей Соколов.
- 2:09.32 — Франкфуртский марафон, Германия 2003 (2 место)
- 2:09.38 — Эйндховенский марафон, Нидерланды 1999 (3 место)
- 2:10.04 — Франкфуртский марафон, Германия (5 место)
- 2:10.21 — Чикагский марафон, США 1996 (3 место)
- 2:10.51 — Хьюстон, США 1996 (3 место)
- 2:10.59 — Отсу, Япония 1997 (6 место)
- 2:11.24 — Чикагский марафон, США 1995 (3 место)
- 2:11.50 — Орландо, США 1995 (1 место)

Всего почти 50 марафонов, в том числе 6 побед.

#### Сверхмарафоны
| Год                 | Дистанция          | Дата         | Результат    | Место          | Видео           |              |
| The Comrades        | The Comrades       | The Comrades | The Comrades | The Comrades   | The Comrades    | The Comrades |
| ------------------- | ------------------ | ------------ | ------------ | -------------- | --------------- | ------------ |
| 2001                | 89 км (вниз)       | 16 июня      | 5:26.29      | II             |                 |              |
| 2002                | 87 км (вверх)      | 17 июня      | 7:21.35      | 423 (М 409)    |                 |              |
| 2007                | 89 км (вниз)       | 17 июня      | 5:20.41 MR   | I              |                 |              |
| 2008                | 87 км (вверх)      | 15 июня      | 5:24.47 MR   | I              |                 |              |
| 2009                | 89 км (вниз)       | 24 мая       | 5:33.10      | II             | Финиш 2009 года |              |
| 2012                | 89 км (вниз)       | 3 июня       | 5:35.20      | 5              |                 |              |
| 2014                | 89 км (вниз)       | 1 июня       | 8:26.18      | 1288 (М —1232) |                 |              |
| 2015                | 87 км (вверх)      | 31 мая       | 8:20.37      | 1040 (М — 983) |                 |              |
| Marathon des Sables |                    |              |              |                |                 |              |
| 2012                | 250,7км (6 этапов) | 8—14 апреля  | 29:02.24     | 41 (М — 37)    |                 |              |